# Mleczna (dopływ Radomki)

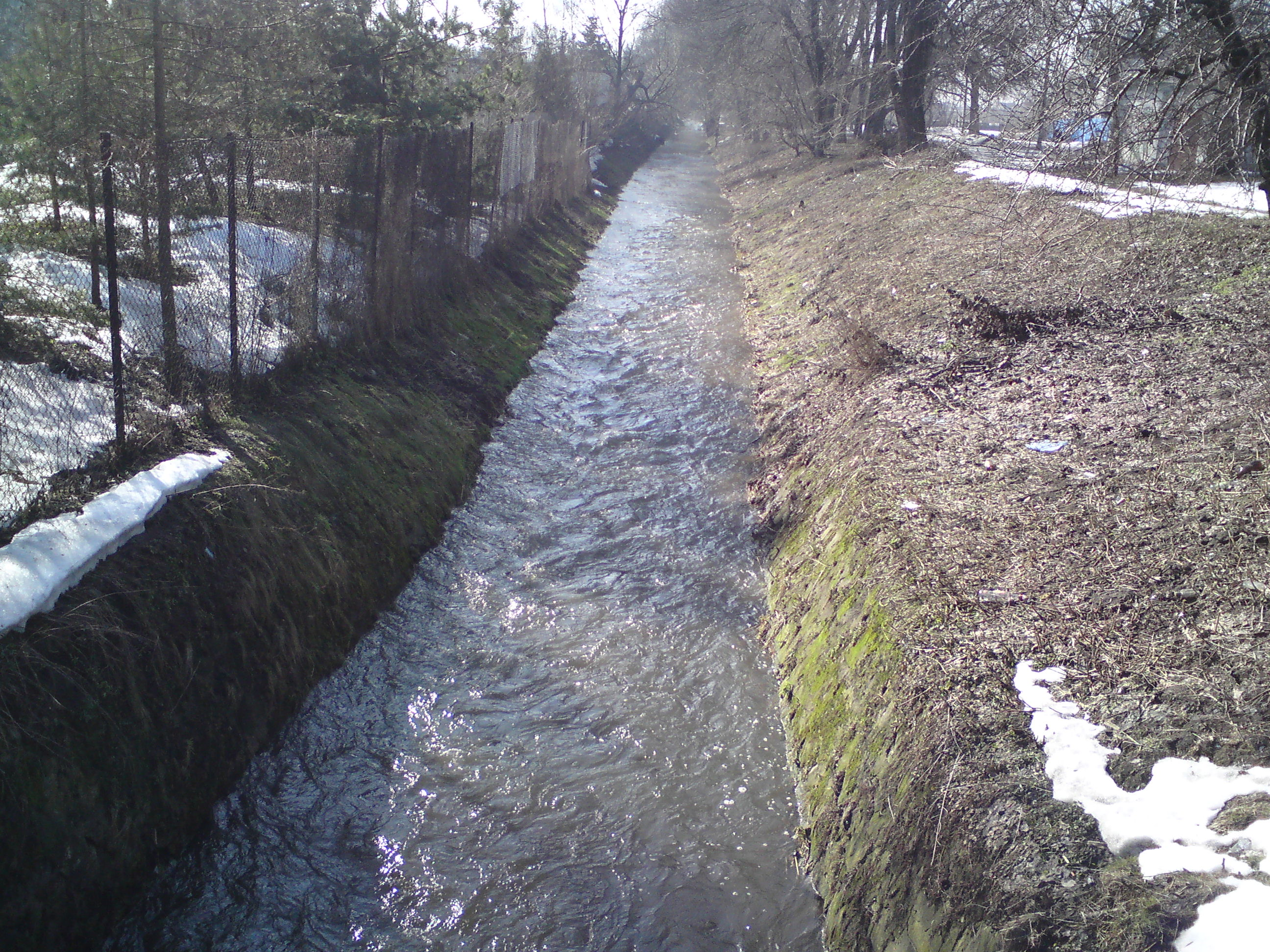
Rzeka Mleczna widok z ul. Okulickiego na południe

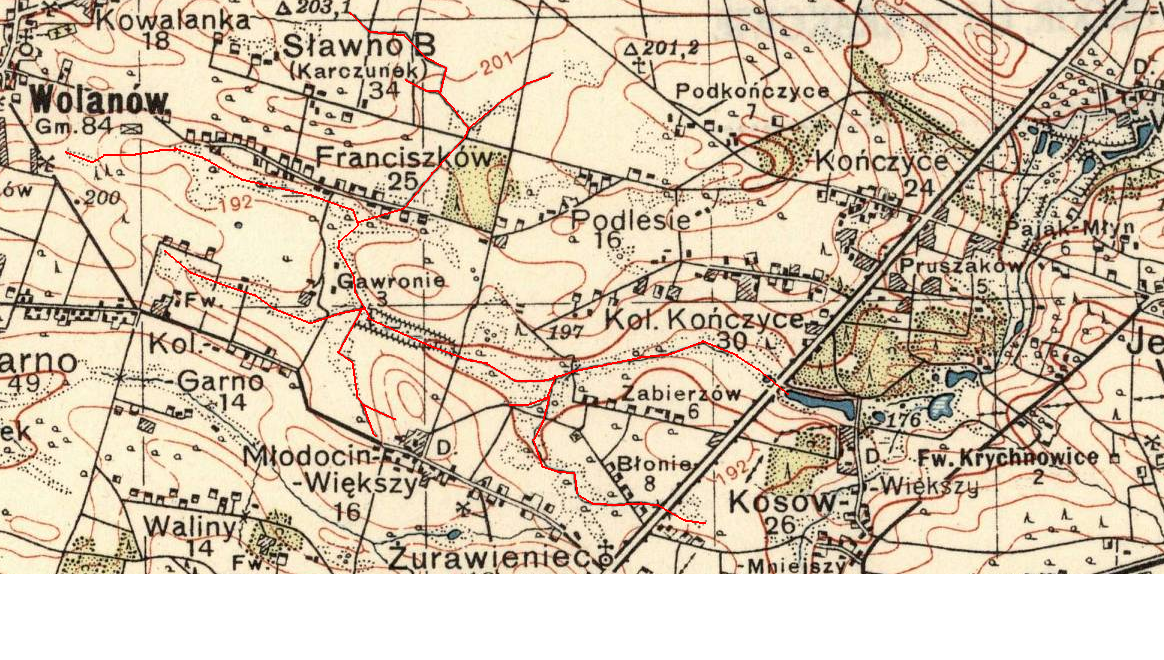
Cieki źródłowe rzeki Mlecznej

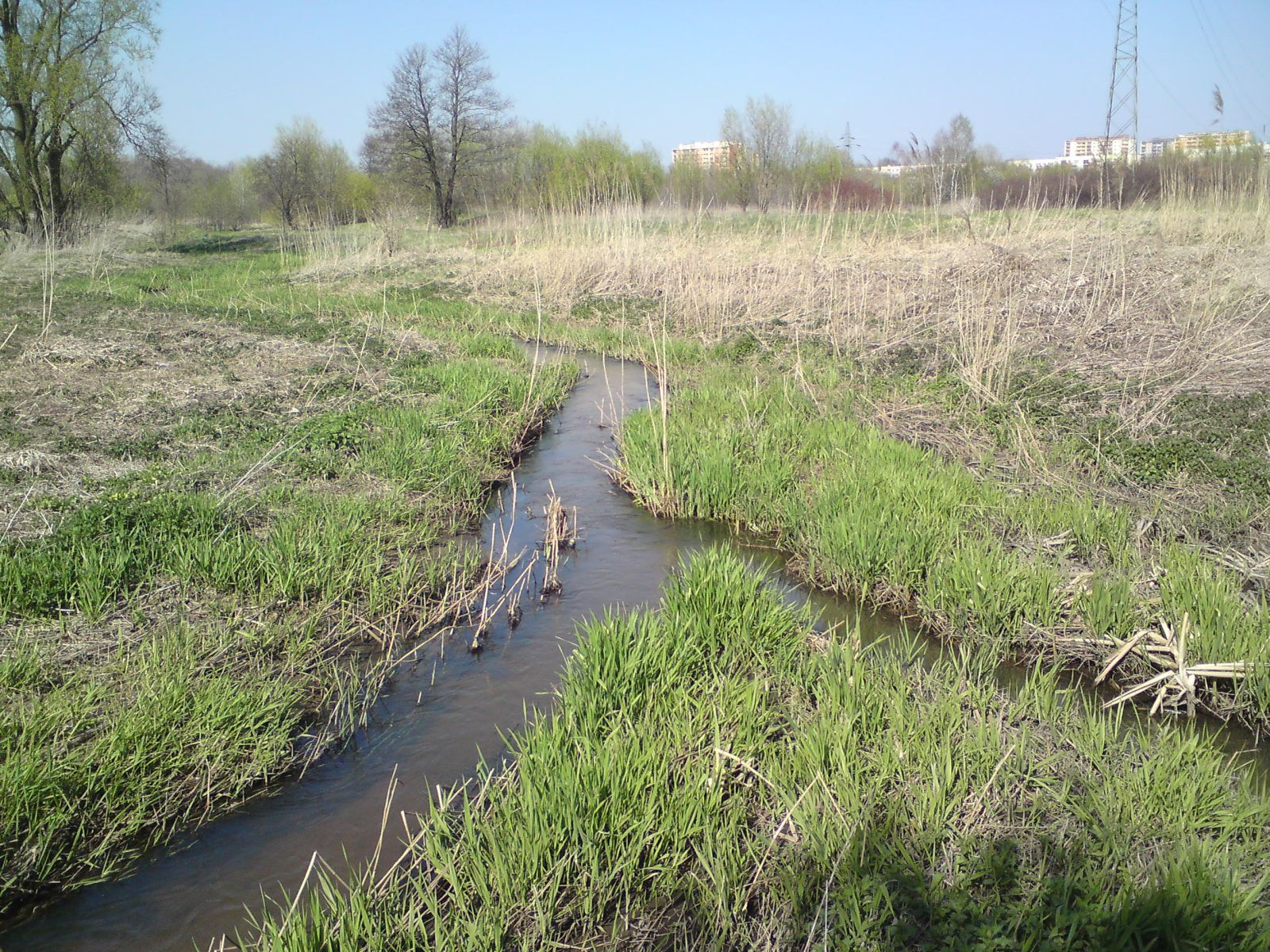
Ujście Potoku Malczewskiego (z prawej) do Mlecznej

Mleczna – rzeka, prawobrzeżny dopływ Radomki o długości 27,8 km i powierzchni dorzecza ok. 348,5 km².
Bierze początek z kilku cieków źródłowych m.in. spod Kacprowic, Franciszkowa, Wolanowa i Młodocina, które łączą się w jeden ciek w okolicach wsi Gawronie.

## Bieg
Płynie na wschód przez stawy hodowlane w Kosowie, po czym skręca na północny wschód i biegnie przez Pruszaków (teren Muzeum Wsi Radomskiej), potem przez Wośniki, Borki (Zalew na Borkach), potem na północ przez Zamłynie, Obozisko, Koniówkę, Młynek Janiszewski, Firlej, Żyła, Wymysł, Młyn Wójtostwo, Krzemień, Wincentów, Augustów, Owadów. Wpada do Radomki w okolicy wsi Lisów.

## Historia
Pod koniec VIII w. nad rzeką powstała wczesnośredniowieczna osada (Piotrówka), która dała początek miastu Radom. Na terenie Radomia w obrębie dzielnicy Borki na Mlecznej utworzono zalew rekreacyjny o powierzchni 9 ha.

## Dopływy
prawe:
- Kosówka
- Potok Malczewski ze Strumieniem Godowskim
- Potok Północny
- Pacynka

lewe:
- Strumień Halinowski

Dopływy dziś nieistniejące:
- Potok Południowy
- Strumień Gołębiowski

## Kontrowersje
Niejasne nazewnictwo i stan prawny górnego odcinka rzeki (powyżej Zalewu na Borkach) powoduje dezorientację co do faktycznego przebiegu i nazewnictwa koryta rzeki. Tymczasem według Mapy Podziału Hydrograficznego Polski (arkusz m3419c oraz m3418d) Mleczna stanowi ciek III rzędu ze źródłami w okolicach Wolanowa na wysokości ok. 198 m n.p.m. W okolicach wsi Franciszków i Gawronie przyjmuje kilka mniejszych cieków m.in. spod Sławna, Garna i Młodocina i dalej, płynąc już jako jeden ciek, przecina drogę krajową numer 7 i zasila stawy w Kosowie. Na niektórych planach Radomia z końca XX wieku jako Mleczna określany był ciek wypływający ze Stawu Malczewskiego i płynący przez Łąki Godowskie, osiedle Południe, Żakowice i Wośniki, lecz według MPHP i jej nazewnictwa ten ciek to Dopływ spod Mazowszan (Strumień Godowski), na Łąkach Godowskich przyjmujący prawy Dopływ spod Janiszpola (Potok Malczewski). Górny odcinek Mlecznej od stawów w Kosowie do połączenia ze Strumieniem Godowskim nazywany też bywa Kosówką (wydaje się, że tą nazwą powinien być nazywany ciek faktycznie przepływający przez Kosów, prawy dopływ Mlecznej według nazewnictwa MPHP nazywany Dopływem spod Augustowa).